# Zamarada enippe
Zamarada enippe là một loài bướm đêm trong họ Geometridae.